# Maria Laura Mainetti
Suor Maria Laura Mainetti, all'anagrafe Teresina Elsa Mainetti (Colico, 20 agosto 1939 – Chiavenna, 6 giugno 2000), è stata una religiosa e educatrice italiana appartenuta alla congregazione delle Figlie della Croce, Suore di Sant'Andrea, assassinata da tre ragazze durante un rito satanico.
Aperto nel 2005, il processo di beatificazione si è concluso con il riconoscimento del martirio, coronato dalla celebrazione presieduta a Chiavenna dal cardinale Marcello Semeraro il 6 giugno 2021.

## Biografia

### Infanzia
Decima figlia di Stefano Mainetti e Marcellina Gusmeroli, originari della Valtellina, rimase orfana della madre pochi giorni dopo essere nata. Venne quindi accudita prima dalla sorella Romilda, poi dalla seconda moglie del padre, e successivamente da suor Maria Amelia, amica della defunta madre, che si preoccupò della sua istruzione facendole proseguire gli studi a Parma presso le suore della sua congregazione, le Figlie della Croce, e poi all'Istituto magistrale a Roma terminato nel 1960.

### La vocazione e i voti

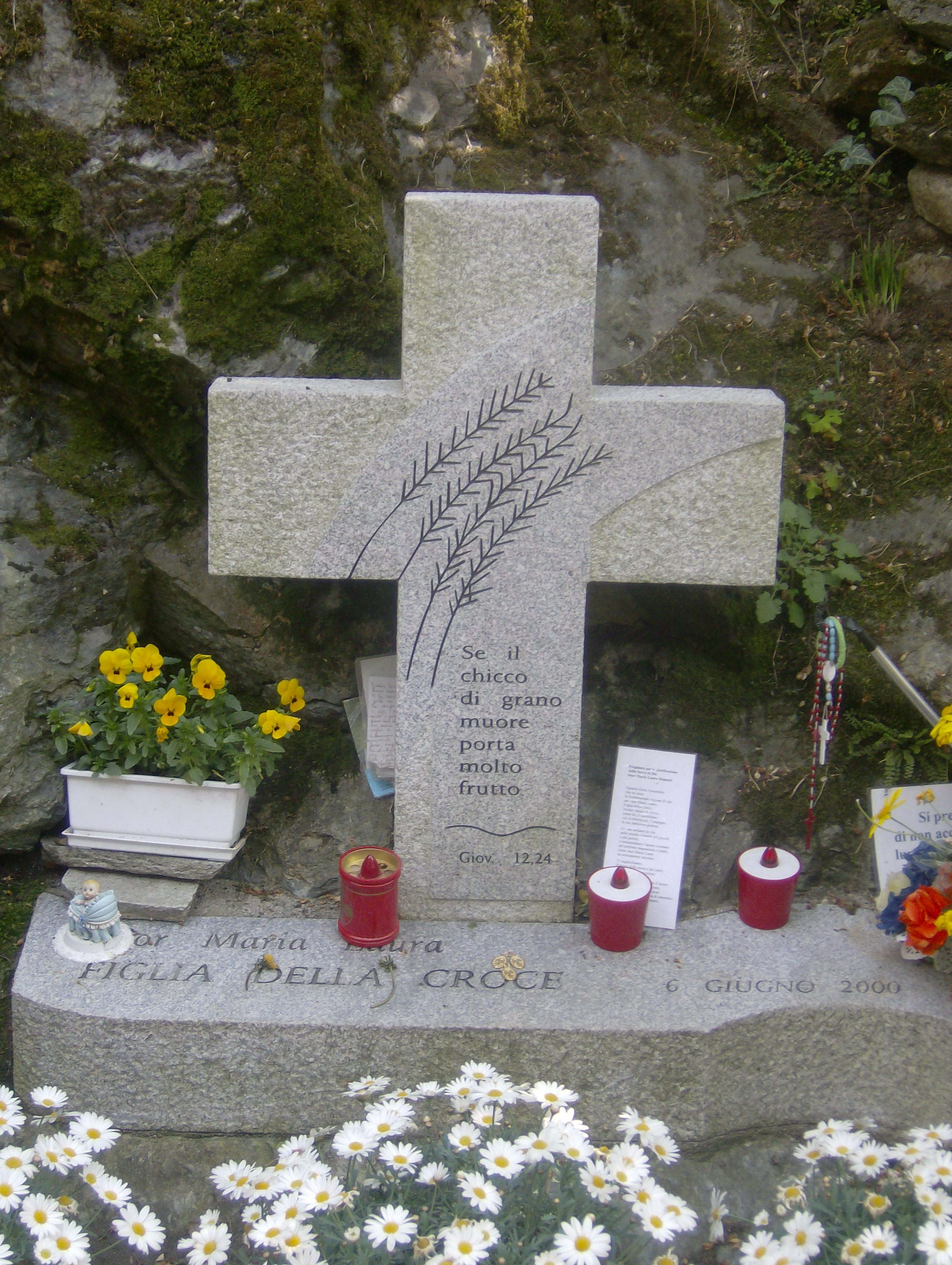
Croce posta nel luogo dell'assassinio di suor Maria Laura Mainetti a Chiavenna

La ragazza interpretò le parole «devi fare qualcosa di bello per gli altri», dette a lei da un sacerdote durante una confessione, come il progetto che Dio aveva per lei e nel 1957 comunicò alla propria famiglia di voler diventare suora. Il 22 agosto iniziò presso le Figlie della Croce di Roma il postulato, il 15 agosto 1959 emise i primi voti cambiando il proprio nome in Maria Laura e nel 1960 professò i voti perpetui a La Puye.
Iniziò quindi l'opera di educatrice in diverse scuole elementari delle Figlie della Croce a Vasto (1960-1962), Roma (1962-1963 e 1969-1973), Parma (1979-1984) e infine Chiavenna (1963-1969 e dal 1984). Nel 1987 divenne responsabile della sua comunità.

### L'omicidio
La sera del 6 giugno 2000, verso le ore 22, uscì dal convento per aiutare una ragazza che le aveva telefonato dicendole di essere rimasta incinta dopo aver subito uno stupro. Tuttavia era solo una scusa inventata da Ambra Gianasso, diciassettenne, per poter incontrare la religiosa al parco delle Marmitte dei Giganti, un luogo isolato e raramente frequentato la sera, e poterla così offrire in sacrificio a Satana insieme alle compagne Veronica Pietrobelli e Milena De Giambattista, rispettivamente di 16 e 17 anni. Secondo quanto confessarono le ragazze, la vittima inizialmente designata sarebbe stato l'allora parroco del paese, monsignor Ambrogio Balatti, ma venne successivamente scartato per la sua corporatura robusta che avrebbe reso difficile l'omicidio, per cui la scelta venne spostata sulla Mainetti, dal fisico esile e giudicata quindi più facilmente assassinabile.
Le tre ragazze accompagnarono la religiosa lungo un viottolo poco illuminato, la colpirono inizialmente con una mattonella e finirono per ucciderla con 19 coltellate, una in più rispetto al previsto, in quanto sarebbero dovute essere sei a testa per ognuna delle tre ragazze per un totale di 18. Durante gli interrogatori nel corso delle indagini, le giovani confessarono che, mentre veniva colpita ormai inginocchiata al suolo, suor Maria Laura chiese a Dio di perdonare le ragazze. Le indagini sull'omicidio esclusero la partecipazione diretta o indiretta di una persona adulta, che avrebbe potuto suggestionare le ragazze, mentre vennero rinvenuti quaderni delle ragazze con scritte sataniche e risultò che, nei mesi precedenti, queste avevano compiuto un giuramento di sangue che le avrebbe legate fra loro indissolubilmente.

### Il riconoscimento del martirio e la beatificazione
Il 25 ottobre 2005 l'allora vescovo della diocesi di Como Alessandro Maggiolini aprì il Processo Diocesano per la beatificazione di suor Maria Laura, conclusosi il 30 maggio 2006. Successivamente, nel 2008 la Santa Sede ha approvato la richiesta per l'inizio del processo di beatificazione.
Il 19 giugno 2020 papa Francesco ha autorizzato il Dicastero delle cause dei santi alla promulgazione del decreto che ne riconosce il martirio, in quanto compiuto in odium fidei. La cerimonia di beatificazione ha avuto luogo a Chiavenna il 6 giugno 2021.

## Cultura di massa

### Podcast
- Indagini - Chiavenna, 6 giugno 2000 (2024), podcast in due puntate a cura di Stefano Nazzi. Podcast prodotto dalla testata giornalistica “Il Post”